# 布倫諾河
46°21′24″N 8°57′14″E / 46.35656°N 8.95400°E

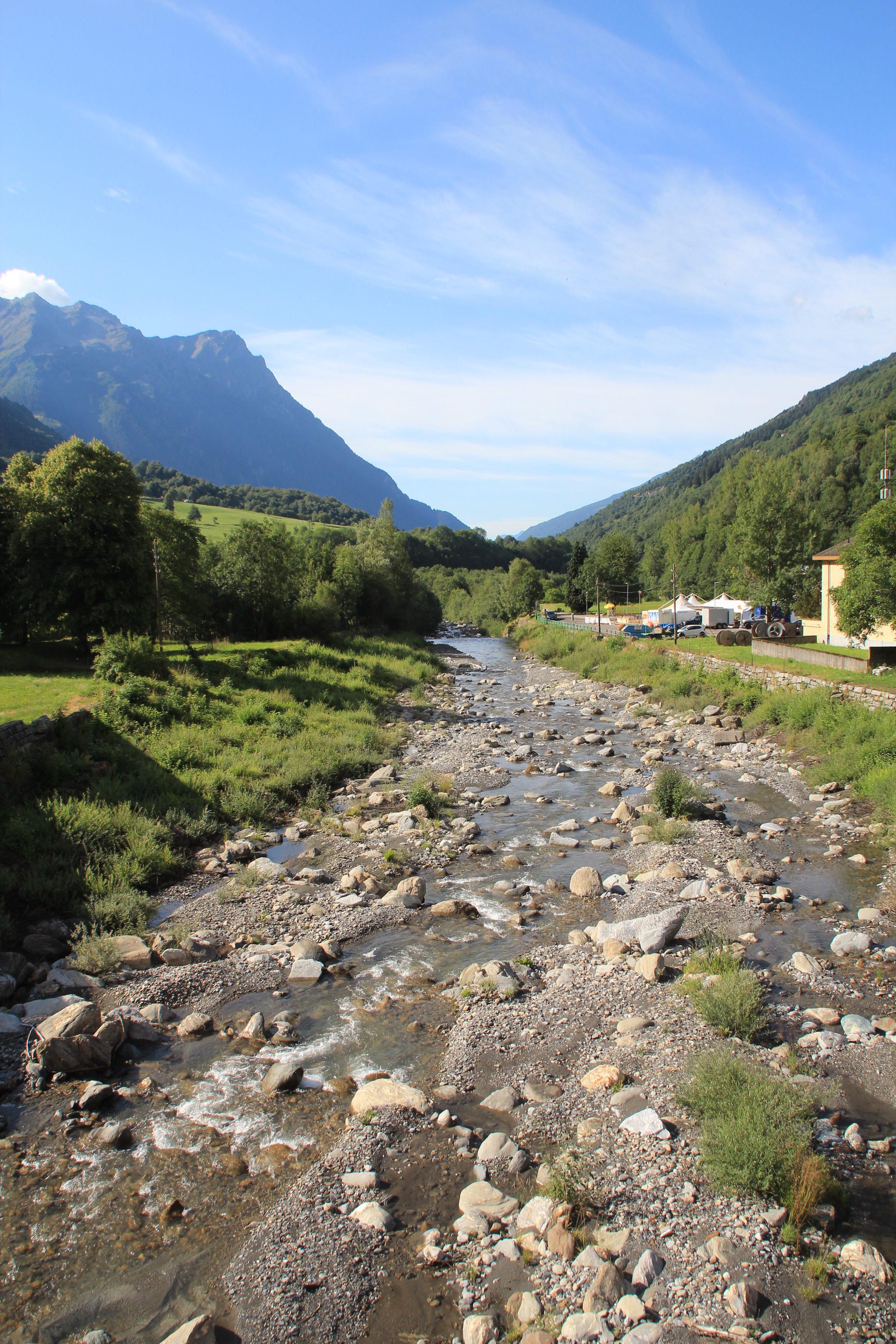

布倫諾河是瑞士的河流，位於該國南部，流經提契諾州，屬於提契諾河的支流，河道全長36公里，流域面積407平方公里，河口處在比亞斯卡。